# Nello Troggi
Nello Troggi (Frosinone, 26 de abril de 1912 – Villa Minozzo, 21 de junio de 1944) fue un ciclista italiano que fue profesional entre 1935 y 1940. En su palmarés destaca una victoria de etapa en el Giro de Italia de 1937.

## Palmarés
- 1935
  - 1º en la Vuelta de Córcega y vencedor de 5 etapas
  - Vencedor de 2 etapas en el Gran Premio de Bone
- 1936
  - 1º en el Circuito de Midi y vencedor de 3 etapas
  - 1º en el Gran Premio de Niza
- 1937
  - 1º en el Circuito de Issoire
  - 1º en la Marsella-Aviñón-Marsella
  - Vencedor de 3 etapes a la Vuelta a Marruecos
  - Vencedor de una etapa en el Giro de Italia
- 1938
  - 1º en el Tour de Vaucluse
- 1939
  - 1º en el Tour du Sud-Est y vencedor de 2 etapas
  - 1º en el Circuito de Cantal
  - 1º en la Bourg-Ginebra-Bourg
- 1940
  - Vencedor de una etapa a la Volta a Cataluña

### Resultados en el Tour de Francia
- 1938. 54.º de la clasificación general

### Resultados em el Giro de Italia
- 1936. Abandona
- 1937. Vencedor de una etapa
- 1940. Abandona